# Ministère de l'Économie et des Finances (Madagascar)
Pour les autres articles nationaux ou selon les autres juridictions, voir Ministère de l'Économie et des Finances.
Le ministère de l'Économie et des Finances est le département ministériel chargé de la gestion des finances publiques et de la politique économique de l'État malgache.
Les principales directions ministérielles de ce ministère sont la direction générale du Budget et des Finances (DGBF), la direction générale des Impôts (DGI), la direction générale du Trésor, l’Institut national de la statistique (Instat), la direction générale des douanes (DGD), la direction générale du contrôle financier (DGCF) ou encore l'autorité de régulation des marchés publics.
Ce ministère fait partie des ministères dits régaliens avec les ministères des Forces Armées, de la Justice, de l'Intérieur et des Affaires étrangères.
Depuis le 15 août 2019, Rindra Hasimbelo Rabarinirinarison est ministre de l’Économie et des Finances, dans les gouvernements Ntsay III, Ntsay IV et Ntsay V.

## Attributions[1]
Le Ministère de l'Économie et des Finances est chargé de la conception, du pilotage, du suivi et de l’analyse de la politique économique de l’État, en cohérence avec la politique générale du pays. Il supervise la planification, la coordination et l’évaluation des programmes de développement à moyen et long terme à tous les niveaux, ainsi que la coordination de la coopération au développement.
En matière de politique financière, fiscale et budgétaire, le ministère est responsable de l’élaboration des projets de lois de finances et de leur exécution, ainsi que des travaux de contrôle et de recouvrement des ressources fiscales et douanières. Il veille également à la gestion et au contrôle du patrimoine de l’État et des collectivités locales, à la gestion de la trésorerie, ainsi qu’à la supervision des dettes intérieures et extérieures de l’État. Le ministère coordonne en outre la politique du gouvernement en matière d’inclusion financière.
Le ministère contribue au pilotage de l’économie et veille au respect des grands équilibres économiques, financiers et monétaires. Il est chargé de l’établissement, du suivi et de l’amélioration des outils d’analyse économique et budgétaire, en vue de faciliter la prise de décisions gouvernementales. De plus, il assure l’application des lois et règlements relatifs aux finances publiques et veille à la bonne gestion des aides extérieures, tout en contribuant à harmoniser la coopération avec les bailleurs de fonds.
Le ministère exerce la tutelle financière sur les institutions, établissements publics et sociétés à participation publique. Il contribue également à l’évolution de l’environnement institutionnel dans le cadre de la décentralisation et de la régulation de l’environnement comptable dans tous les secteurs économiques du pays.

## Liste des ministres
| Nom du ministre                        | Période      |
| -------------------------------------- | ------------ |
| Rainimahajere                          | 1881-1897    |
| Période coloniale                      | 1897-1960    |
| Paul Longuet                           | 1960-1963    |
| Victor Miadana                         | 1963-1972    |
| Albert Marie Ramaroson                 | 1972-1975    |
| Désiré Rakotoarijaona                  | 1975         |
| Rakotovao Razakaboana                  | 1975-1982    |
| Pascal Rakotomavo                      | 1982-1989    |
| Léon Rajaobelina                       | 1989-1992    |
| Evariste Marson                        | 1992-1993    |
| Tantely Andrianarivo                   | 1997-2002    |
| Benjamin Andriamparany Radavidson      | 2002-2007    |
| Hery Rajaonarimampianina               | 2009-2013    |
| Jean Razafindravonona                  | 2014-2015    |
| Gervais Rakotoarimanana                | 2015-2018    |
| Vonintsalama Sehenosoa Andriambololona | 2018-2019    |
| Richard Randriamandrato                | 2019-2021    |
| Rindra Hasimbelo Rabarinirinarison     | 2021-présent |